# Peter Green
Peter Green (narozen jako Peter Allen Greenbaum, 29. října 1946, Bethnal Green, Anglie – 25. července 2020) byl anglický blues rockový kytarista, zpěvák a skladatel.
Jako spoluzakladatel skupiny Fleetwood Mac byl v roce 1998 uveden do Rock and Roll Hall of Fame. Green založil Fleetwood Mac v roce 1967 po působení v John Mayall & the Bluesbreakers a nová skupina rychle získala na popularitě včetně živých vystoupení vedle úspěšného nahrávacího počinu, než z ní v roce 1970 odešel. Greenovy písně, jako "Albatross", "Black Magic Woman" ", "Oh Well", "The Green Manalishi (With Two Prong Crown)" a "Man of the World" se objevily v žebříčcích singlů a několik z nich bylo převzato různými hudebníky.
Mnohými je považován za nejlepšího bílého bluesového kytaristu vůbec. Po odchodu z Fleetwood Mac nahrál jedno sólové album a v podstatě zmizel z hudebního dění, až na drobná hostování. Střídal vícero zaměstnaní, byl vícekrát hospitalizován a koncem 70. let se znovu vrátil k hudbě a nahrával pravidelně až do poloviny 80. let, kdy znovu odešel do ústraní.
Na podnět dlouholetého kamaráda Nigela Watsona se po dlouhé přestávce vrátil a založil s ním skupinu Peter Green Splinter Group, se kterou účinkoval osm let až do roku 2004, kdy ji opustil. Žil ve Švédsku.
V roce 1995 vzdal úctu tehdy nemocnému Peterovi Greenovi Gary Moore sólovým albem Blues for Greeny.
Green byl hlavní postavou „druhé velké epochy“ britského bluesového hnutí. Eric Clapton chválil jeho hru na kytaru a B.B. King to komentoval: „Má ten nejsladší tón, jaký jsem kdy slyšel; byl jediný, kdo u mne vyvolal studený pot.“ Jeho typický zvuk zahrnoval ohýbání strun, vibrato, emocionálně expresivní tóny a úspornost stylu.

## Život

### 1946–1965: Raný život a kariéra
Peter Allen Greenbaum se narodil v Bethnal Green v Londýně 29. října 1946 v židovské rodině jako nejmladší ze čtyř dětí Joea a Ann Greenbaumových. Jeho bratr Michael ho naučil první akordy na kytaru a v 11 letech se Peter Green učil sám. Profesionálně začal hrát ve věku 15 let, zatímco pracoval pro řadu lodních společností ve východním Londýně. Nejprve hrál na basovou kytaru v kapele Bobby Dennis and the Dominoes, která hrála coververze popových hitparád a rock'n'rollové klasiky, včetně coververzí The Shadows. Později uvedl, že Hank Marvin byl jeho kytarovým hrdinou. Píseň Shadows „Midnight“ zahrál na tribute albu Twang z roku 1996. Poté se připojil k rhythm and blues skupině, Muskrats, pak ke skupině Tridents, ve které hrál na baskytaru. Do Vánoc 1965 hrál Green na sólovou kytaru v kapele Petera Bardense „Peter B's Looners“, kde se setkal s bubeníkem Mickem Fleetwoodem. Bylo to s Peterem B's Looners, kde debutoval singlem "If You Wanna Be Happy" s "Jodrell Blues" jako B-side. Jeho nahrávka "If You Wanna Be Happy" byla instrumentálním coverem písně Jimmyho Soula. V roce 1966 Green a někteří další členové Peter B's Looners založili další počin, Shotgun Express, soulovou kapelu ve stylu Motown, kde účinkoval také Rod Stewart, ale Green skupinu po několika měsících opustil.

### 1966-1967: John Mayall a Bluesbreakers
V říjnu 1965, předtím, než se připojil k Bardens' group, měl Green příležitost zastoupit Erica Claptona v John Mayall & the Bluesbreakers na čtyři koncerty. Brzy poté, když Clapton opustil Bluesbreakers, Green se stal od července 1966 členem Mayallovy kapely na plný úvazek.
Mike Vernon, producent Decca Records, vzpomíná na Greenův debut s Bluesbreakers:
| „ | Když kapela přicházela do studia, všiml jsem si zesilovače, který jsem nikdy předtím neviděl, a tak jsem řekl Johnu Mayallovi: "Kde je Eric Clapton?" Mayall odpověděl: "Už s námi není, před pár týdny nás opustil." Byl jsem z toho v šoku [sic], ale Mayall řekl: "Neboj, máme někoho lepšího." Řekl jsem: "Moment, vydrž, to je směšný. Máš někoho lepšího? Lepšího než Erica Claptona?" John řekl: "Možná už teď nebude lepší, ale počkejte, za pár let bude nejlepší." Pak mě představil Peteru Greenovi. | “ |

Green debutoval nahrávkou s Bluesbreakers v roce 1966 na albu A Hard Road (1967), které obsahovalo dvě jeho vlastní skladby, „The Same Way“ a „The Supernatural“. Ten byl jednou z prvních Greenových instrumentálek, která se brzy stala obchodní značkou. Byl tak zdatný, že mu jeho přátelé hudebníci udělili přezdívku „Zelený bůh“ (The Green God), což je odkaz na přezdívku Erica Claptona „Bůh“. V roce 1967 se Green rozhodl založit vlastní bluesovou kapelu a Bluesbreakers opustil.

### 1967–1970: Fleetwood Mac

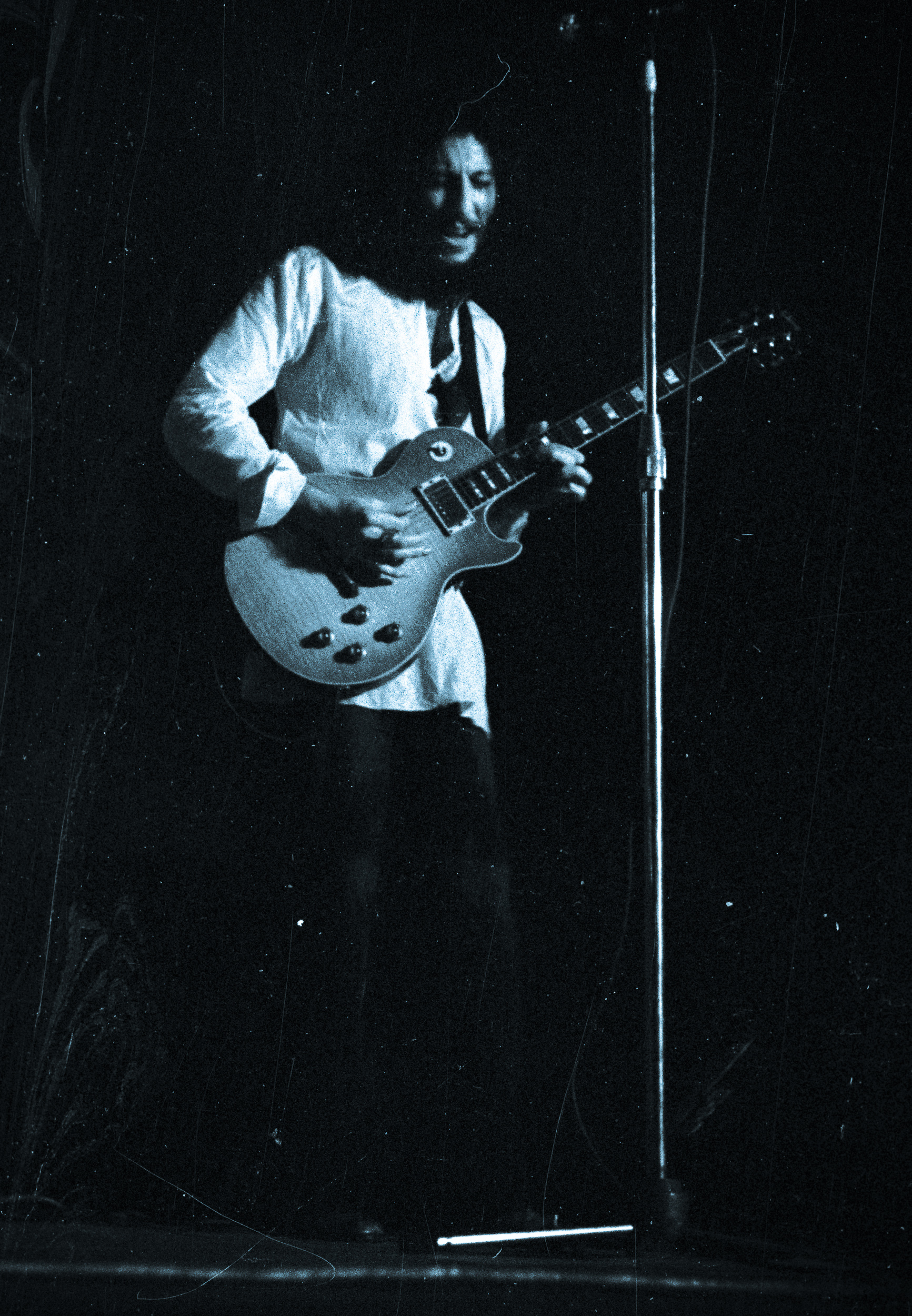
Green 18. března 1970

Greenova nová kapela s bývalým členem Bluesbreakers Mickem Fleetwoodem za bicími a Jeremym Spencerem na kytaru se zpočátku jmenovala „Peter Green's Fleetwood Mac featuring Jeremy Spencer“. Bob Brunning htál dočasně na baskytaru (Greenova první volba, baskytarista Bluesbreakers John McVie, ještě nebyl připraven se připojit ke kapele). Během měsíce hráli na Windsorském národním jazzovém a bluesovém festivalu v srpnu 1967 a rychle podepsali smlouvu s labelem Mika Vernona Blue Horizon. Jejich repertoár sestával hlavně z bluesových coververzí a originálů, většinou napsaných Greenem, ale některé napsal slide kytarista Jeremy Spencer. První singl kapely, Spencerův „I Believe My Time Ain't Long“ s Greenovým „Rambling Pony“ jako B-sidem, se sice nedostal do hitparády, ale jejich eponymní debutové album udělalo významný dojem a zůstalo v britských hitparádách 37 týdnů. V září 1967 nahradil Brunninga John McVie.
Ačkoli klasické bluesové coververze a originály ve stylu blues zůstávaly v repertoáru skupiny přes toto období prominentní, Green se rychle jako skladatel vyvíjel a od roku 1968 přispíval mnoha úspěšnými originálními skladbami. Písně vybrané pro vydání singlu ukázaly, že Greenův styl se postupně vzdaluje od bluesových kořenů skupiny do nového hudebního pole. Jejich druhé studiové album Mr. Wonderful vyšlo v roce 1968 a pokračovalo ve vzorci prvního alba. Ve stejném roce zabodovali s Greenovou skladbou „Black Magic Woman“ (později převzatou Santanou), následovanou kytarovou instrumentálkou „Albatross“ (1969), ve které se objevil nový člen kapely, 18letý Danny Kirwan. V britských singlových žebříčcích dosáhla prvního místa. Následovaly další hity napsané Greenem, včetně "Oh Well", "Man of the World" (oba 1969) a zlověstné "The Green Manalishi" (1970). Dvojalbum Blues Jam in Chicago (1969) bylo nahráno v Chess Records Ter-Mar Studio v Chicagu. Tam, pod společným dohledem Vernona a Marshalla Chess, nahrávali s některými ze svých amerických bluesových hrdinů včetně Otise Spanna, Big Walter Hortona, Willie Dixona, J. T. Browna a Buddy Guye.
V roce 1969, poté, co podepsali smlouvu s Immediate Records na jeden singl („Man of the World“, před krachem tohoto labelu), skupina podepsala smlouvu s labelem Reprise Records spadající pod Warner Bros. Records a nahrála své třetí studiové album, Then Play On, na kterém prominentně vystupoval nový třetí kytarista a skladatel Kirwan. Green poprvé viděl Kirwana hrát v roce 1967 se svým bluesovým triem Boilerhouse s Trevorem Stevensem na basu a Davem Terreym na bicí. Green byl ohromen Kirwanovou hrou a použil skupinu jako předkapelu pro Fleetwood Mac, než Kirwana v roce 1968 na návrh Micka Fleetwooda naverboval do své vlastní kapely.
Počínaje melancholickou lyrikou „Man of the World“ si Greenovi spoluhráči začali všímat změn v jeho duševním stavu. Bral velké dávky LSD, nechal si narůst vousy a začal nosit hábit a krucifix. Mick Fleetwood vzpomíná, že se Green začal zajímat o hromadění bohatství: „V té době jsem se bavil s Peterem Greenem a on byl posedlý tím, abychom nevydělávali peníze a chtěl, abychom je všechny rozdali.“

Během turné po Evropě na konci března 1970 si Green vzal na večírku v obci poblíž Mnichova LSD, což vyústilo v incident, který manažer Fleetwood Mac Clifford Davis uvedl jako klíčový bod v jeho duševním úpadku. Komunard Rainer Langhans ve své autobiografii zmiňuje, že se on a Uschi Obermaier s Greenem setkali v Mnichově a pozvali ho do své "Highfisch-Kommune". Technik Fleetwood Mac Dinky Dawson si pamatuje, že Green šel na párty s dalším technikem, Dennisem Keanem, a že když se Keane vrátil do hotelu kapely, aby vysvětlil, že Green neopustí komunu, Keane, Dawson a Mick Fleetwood se tam vydali, aby ho přivedli zpátky. Naproti tomu Green v roce 2009 uvedl, že má na jamování v komuně hezké vzpomínky. "Hrálo se mi tam dobře, bylo to skvělé, někdo to nahrál a dal mi kazetu. Hráli tam lidé, pár z nás se jen tak bavilo a bylo to...jo, bylo to skvělé." Jeremymu Spencerovi tehdy řekl: "To je ta nejduchovnější hudba, jakou jsem kdy v životě nahrál." Po posledním vystoupení 20. května 1970 Green  Fleetwood Mac opustil.

### 1970–1973: Po Fleetwood Mac
27. června 1970 se Green objevil na Bath Festival of Blues and Progressive Music s Johnem Mayallem, Rodem Mayallem (varhany), Ricem Grechem (baskytara) a Aynsley Dunbarem (bicí). Ve stejném roce nahrál jam session s bubeníkem Godfreyem Macleanem, klávesistou Zoot Moneyem a Nickem Buckem a baskytaristou Alexem Dmochowskim z The Aynsley Dunbar Retaliation; Reprise Records vydalo session jako The End of the Game, Greenovo první sólové album po odchodu z Fleetwood Mac. Také brzy poté, co opustil Fleetwood Mac, Green doprovázel bývalého spoluhráče z kapely klávesistu Petera Bardense (z Peter B's Looners) na Bardensově sólovém LP The Answer, kde hrál na sólovou kytaru na několika skladbách. V roce 1971 se krátce setkal s Fleetwood Mac a pomohl jim dokončit turné po USA poté, co kytarista Jeremy Spencer opustil skupinu a vystupoval pod pseudonymem Peter Blue. Nahrál dvě skladby pro album Juju s kapelou Bobbyho Tenche Gass, následoval sólový singl, jeden s Nigelem Watsonem, jam s B. B. Kingem v Londýně v roce 1971 a nahrávka bez uveřejnění na LP Penguin od Fleetwood Mac v roce 1973 v písni "Night Watch". V této době se Greenova duševní nemoc a užívání drog zakořenily a upadl do profesionálního zapomnění.

### 1974–2009: Nemoc a první návrat

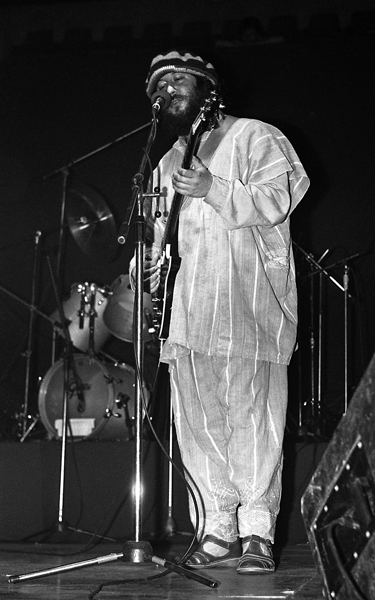
Green při vystoupení v Hale Pionir v Bělehradě 30. května 1983.

Greenovi byla nakonec diagnostikována schizofrenie a v polovině 70. let trávil čas v psychiatrických léčebnách, kde podstupoval elektrokonvulzivní terapii. Mnoho zdrojů potvrzuje během tohoto období jeho letargický stav podobný transu. V roce 1977 byl Green zatčen za ohrožování svého účetního Davida Simmonse brokovnicí. Přesné okolnosti jsou předmětem mnoha spekulací, nejznámější z nich je, že Green chtěl, aby mu Simmons přestal posílat peníze. V dokumentu BBC z roku 2011 Peter Green: Man of the World Green uvedl, že v té době se právě vrátil z Kanady a potřeboval peníze a že během telefonického rozhovoru se svým účetním narážel na skutečnost, že přivezl ze svých cest zbraň. Jeho správce účtů okamžitě zavolal policii, která obklopila Greenův dům.
V roce 1979 se Green začal znovu profesně objevovat. S pomocí svého bratra Michaela podepsal smlouvu s labelem PVK Petera Vernona-Kella a produkoval řadu sólových alb počínaje In the Skies z roku 1979. Také se objevil nezmíněn na dvojalbu Tusk od Fleetwood Mac na písni “Brown Eyes”, vydané stejný rok.
Roku 1981 se Green podílel přispěl skladbami „Rattlesnake Shake“ a „Super Brains“ na sólovém albu Micka Fleetwooda The Visitor. Nahrál různé sessions s řadou dalších hudebníků, zejména album Katmandu A Case for the Blues s Rayem Dorsetem z Mungo Jerry, Vincentem Cranem z The Crazy World of Arthur Brown a Lenem Surteesem z The Nashville Teens. Navzdory pokusům společnosti Gibson Guitar Corporation zahájit rozhovory o výrobě kytary "Peter Green signature Les Paul", byla Greenovým nástrojem v této době kytara Gibson Howard Roberts Fusion. V roce 1986 Peter a jeho bratr Micky přispěli na album A Touch of Sunburn od Lawrieho 'The Raven' Gainese (pod názvem skupiny 'The Enemy Within'). Toto album bylo mnohokrát znovu vydáno pod názvy jako Post Modern Blues a Peter Green a Mick Green – Two Greens Make a Blues, často zmiňující kytaristu Pirates Micka Greena.
V roce 1988 Green řekl: "V současnosti se zotavuji z léčby kvůli braní drog. Byly to drogy, které mě hodně ovlivnily. Bral jsem víc, než jsem zamýšlel. Vzal jsem LSD osmkrát nebo devětkrát. Účinek této věci vydrží tak dlouho... Chtěl jsem rozdat všechny své peníze... Stal jsem tak nějak svatým – ne svatým jako nábožensky. Myslel jsem, že to zvládnu, myslel jsem, že jsem s drogami v pořádku. Mé selhání!"
Spolu s ostatními členy Fleetwood Mac byl Green v roce 1998 uveden do Rock and Roll Hall of Fame. Na počátku roku 2000 se objevily zvěsti o shledání rané sestavy Fleetwood Mac, zahrnující Greena a Jeremyho Spencera. Dva kytaristé a vokalisté zřejmě nebyli přesvědčeni o výhodách takového projektu, ale v dubnu 2006, během setkání s otázkami a odpověďmi na fanouškovském webu Penguin Fleetwood Mac, baskytarista John McVie řekl o myšlence opětovného sjednocení:
| „ | Kdybychom mohli přimět Petera a Jeremyho, aby to udělali, pravděpodobně bych to udělal také. Vím, že Mick by to udělal bleskově. Bohužel si myslím, že není velká šance, že to udělá Danny. Žehnej jeho srdci. | “ |

V květnu 2009 byl Green předmětem dokumentárního filmu BBC Four Peter Green: Man of the World, který produkoval Henry Hadaway. 25. února 2020 se v londýnském Palladiu konal vzpomínkový koncert všech hvězd pod názvem „Mick Fleetwood and Friends Tribute to Peter Green“. Recenze Guitar World uvedla, že Green přítomen nebyl a možná o události ani nevěděl.

### 1997–2009: Peter Green Splinter Group
Na konci 90. let s pomocí Nigela Watsona a Cozyho Powella založil Peter Green Splinter Group. Skupina v letech 1997 až 2004 vydala devět bluesových alb, většinu skladeb napsal Watson. Na začátku roku 2004 bylo turné zrušeno a nahrávání nového studiového alba se zastavilo, když Green opustil skupinu a přestěhoval se do Švédska. Krátce nato se přihlásil na turné s British Blues All Stars naplánované na následující rok. V únoru 2009 začal Green znovu hrát a koncertovat, tentokrát jako Peter Green and Friends.
Nějakou dobu žil v Canvey Island v Essexu, kde 25. července 2020 zemřel ve věku 73 let.

## Vliv
Mnoho rockových kytaristů citovalo Petera Greena jako vliv, včetně Gary Moorea, Joe Perryho z Aerosmith, Andyho Powella z Wishbone Ash. Dále Marka Knopflera, Noela Gallaghera a baskytaristy Radiohead Colina Greenwooda. Green se objevil ve výběru Riche Robinsona z The Black Crowes v článku časopisu Guitar World  "30 on 30: The Greatest Guitarists Picked by the Greatest Guitarists" (2010). Ve stejném článku Robinson cituje Jimmyho Page, s nímž byli Crowes na tour: "řekl nám tolik příběhů o Peteru Greenovi. Bylo jasné, že Jimmy miluje talent toho chlapa." Greenovy písně hráli umělci jako Santana, Aerosmith, Status Quo, Black Crowes, Midge Ure, Tom Petty, Judas Priest, a Gary Moore, který nahrál Blues for Greeny, album Greenových skladeb. V roce 1995 bylo vydáno tribute album Rattlesnake Guitar: The Music of Peter Green a následně bylo v roce 2000 znovu vydáno jako Peter Green Songbook.

## Diskografie

### Sólová alba
- The End of the Game (1970)
- In the Skies (1979)
- Little Dreamer (1980)
- Whatcha Gonna Do? (1981)
- White Sky (1982)
- Kolors (1983)

### Fleetwood Mac
- Fleetwood Mac (1968)
- Mr. Wonderful (1968)
- Then Play On (1969)
- Fleetwood Mac in Chicago (1969)

### John Mayall & the Bluesbreakers
- A Hard Road (1967)

### the Peter Green Splinter Group
- Peter Green Splinter Group (1997)
- The Robert Johnson Songbook (1998)
- Destiny Road (1999)
- Hot Foot Powder (2000)
- Time Traders (2001)
- Blues Don't Change (2001)
- Reaching the Cold 100 (2003)

### Katmandu
- A Case for the Blues (1985)

### The Enemy Within
- A Touch of Sunburn (1985)